# Rapporto tra religiosità e intelligenza
Lo studio del rapporto tra religiosità e intelligenza esplora il legame tra religiosità e questioni relative all'intelligenza e al livello educativo. Religiosità e intelligenza sono entrambi argomenti complessi che includono diverse variabili, e le interazioni tra le variabili non sono sempre ben comprese. Ad esempio, l'intelligenza è spesso definita in modo diverso da diversi ricercatori e anche tutti i punteggi dei test di intelligenza sono solo stime dell'intelligenza, poiché misurazioni concrete, come quelle di massa o distanza, non possono essere raggiunte, data la natura astratta del concetto di "intelligenza". Anche la religiosità è una materia complessa, in quanto comporta ampie variazioni di interazioni di credenze, pratiche, comportamenti e affiliazioni religiose in diverse culture.
Una meta-analisi e un'analisi aggiornata dello stesso gruppo di ricerca hanno trovato una correlazione negativa misurabile tra quoziente di intelligenza (QI) e religiosità. La correlazione è stata suggerita essere il risultato di anticonformismo, stili di pensiero più cognitivi e meno intuitivi tra i meno religiosi, e di una minore necessità della religione come meccanismo di coping. Alcuni studi hanno mostrato una correlazione positiva tra il QI medio nazionale e i livelli di ateismo nella società, sebbene altri abbiano evidenziato il fatto che le correlazioni siano dovute a una complessa gamma di fattori sociali, economici, educativi e storici, che interagiscono con la religione e il QI in modi diversi. I paesi meno sviluppati e più poveri tendono ad essere più religiosi, forse perché le religioni svolgono un ruolo sociale, morale e culturale più attivo in quei paesi.
Uno studio suggerisce che il pensiero intuitivo può essere una delle molte fonti che influenzano i livelli di religiosità e che il pensiero analitico può essere una delle molte fonti che influenzano l'irreligiosità. Tuttavia, altri studi che hanno esaminato il pensiero analitico e i non credenti suggeriscono che il pensiero analitico non implica necessariamente una migliore riflessione su questioni religiose o l'irreligiosità.
Uno studio globale sul rendimento scolastico ha scoperto che ebrei, cristiani, persone religiosamente non affiliate e buddisti hanno, in media, livelli di istruzione più elevati rispetto alla media globale. Numerosi fattori influenzano tuttavia sia il livello di istruzione che la religiosità.

## Definizioni

### Intelligenza
Le definizioni di intelligenza sono controverse, tanto che sono state trovate almeno 70 definizioni in diversi campi di ricerca. Alcuni gruppi di psicologi hanno suggerito le seguenti definizioni:
Da "Mainstream Science on Intelligence" (1994), una dichiarazione editoriale del Wall Street Journal firmata da 52 ricercatori (su 131 totali invitati a firmare):
Da "Intelligence: Knowns and Unknowns" (1995), un rapporto pubblicato dal Board of Scientific Affairs dell'American Psychological Association:
L'intelligenza è una proprietà della mente che comprende molte abilità correlate, come le capacità di ragionare, pianificare, risolvere problemi, pensare in modo astratto, comprendere idee, usare il linguaggio e imparare. Esistono diversi modi per definire in modo più specifico l'intelligenza. In alcuni casi, l'intelligenza può includere tratti quali creatività, personalità, carattere, conoscenza o saggezza. Tuttavia, alcuni psicologi preferiscono non includere questi tratti nella definizione di intelligenza.
Un indice o una classificazione dell'intelligenza ampiamente studiato tra gli scienziati è il quoziente di intelligenza (QI). Il QI è un indice di riepilogo, calcolato testando le abilità individuali in una varietà di compiti e producendo un punteggio composito per rappresentare l'abilità complessiva, ad esempio la Wechsler Adult Intelligence Scale. È usato per prevedere i risultati educativi e altre variabili di interesse.
Altri hanno tentato di misurare indirettamente l'intelligenza osservando il livello di istruzione raggiunto da individui o gruppi, sebbene ciò rischi di essere influenzato da altri fattori demografici, quali età, reddito, genere e background culturale, che possono tutti influenzare il livello di istruzione.
L'insoddisfazione per i tradizionali test QI ha portato allo sviluppo di teorie alternative. Nel 1983, Howard Gardner propose la teoria delle intelligenze multiple, che amplia la definizione convenzionale di intelligenza, per includere intelligenze logiche, linguistiche, spaziali, musicali, cinestesiche, naturalistiche, intrapersonali e interpersonali Gardner ha scelto di non includere l'intelligenza spirituale tra le sue "intelligenze", a causa della sfida di codificare criteri scientifici quantificabili, ma ha suggerito come "praticabile" un'intelligenza esistenziale.

### Religiosità
Il termine religiosità si riferisce a gradi differenti di comportamento, credenza o spiritualità religiosa. La misurazione della religiosità è ostacolata dalle difficoltà legate alla definizione di cosa si intende con il termine. Numerosi studi hanno esplorato le diverse componenti della religiosità, la maggior parte trovando una certa distinzione tra credenze/dottrina religiose, pratica religiosa e spiritualità. Gli studi possono misurare la pratica religiosa contando la partecipazione a servizi religiosi, le credenze/dottrine religiose ponendo alcune domande dottrinali e la spiritualità chiedendo agli intervistati il loro senso di unità con il divino o attraverso misurazioni standardizzate dettagliate. Quando viene misurata la religiosità, è importante specificare a quali aspetti della religiosità si fa riferimento.
Secondo Mark Chaves, decenni di ricerca antropologica, sociologica e psicologica hanno stabilito che la "congruenza religiosa" (il presupposto che credenze e valori religiosi siano strettamente integrati nella mente di un individuo, o che le pratiche e i comportamenti religiosi derivano direttamente dalle credenze religiose, o che le credenze religiose siano cronologicamente lineari e stabili in contesti diversi) è in realtà rara. Le idee religiose delle persone sono frammentate, vagamente connesse e dipendenti dal contesto, come in tutti gli altri settori della cultura e della vita. Le credenze, le affiliazioni e i comportamenti di ogni individuo sono attività complesse che hanno molte origini, tra cui la cultura. Come esempi di incongruenza religiosa, osserva, "gli ebrei osservanti potrebbero non credere a ciò che dicono nelle loro preghiere del sabato. I ministri cristiani potrebbero non credere in Dio. E le persone che ballano regolarmente per la pioggia non lo fanno nella stagione secca".
Gli studi demografici mostrano spesso un'ampia diversità di credenze religiose, appartenenza e pratiche sia nelle popolazioni religiose che non religiose. Ad esempio, su un campione di americani che non sono religiosi e non cercano la religione, il 68% crede in Dio, il 12% è ateo e il 17% è agnostico; per quanto riguarda l'identificazione di sé nella religiosità, il 18% si considera religioso, il 37% si considera spirituale ma non religioso, e il 42% non si considera né spirituale né religioso, mentre il 21% prega ogni giorno e il 24% prega una volta al mese. Anche gli studi globali sulla religione mostrano notevoli diversità.
La religione e la credenza negli dei non sono necessariamente sinonimi poiché esistono religioni nonteistiche comprese in tradizioni come l'induismo e il cristianesimo. Secondo l'antropologo Jack David Eller, "l'ateismo è una posizione abbastanza comune, anche all'interno della religione" e che "sorprendentemente, l'ateismo non è l'opposto o la mancanza, per non parlare del nemico, della religione, ma è la forma più comune di religione".

## Studi che confrontano credenze religiose e QI
In una meta-analisi del 2013 di 63 studi, condotta dal professor Miron Zuckerman, una correlazione da -.20 a -.25 tra religiosità e QI era particolarmente forte nella valutazione delle credenze (che a loro avviso riflette la "religiosità intrinseca"), ma gli effetti negativi erano meno evidenti se confrontato con il comportamento religioso (come andare in chiesa). I ricercatori notano limitazioni su questo dato, per il fatto che indagare la religiosità intrinseca riguardo alle credenze religiose rappresenta il protestantesimo americano più dell'ebraismo o del cattolicesimo, entrambi i quali considerano il comportamento altrettanto importante quanto le credenze religiose. Essi hanno anche osservato che i dati disponibili non hanno consentito un'adeguata considerazione del ruolo del tipo di religione e della cultura nella valutazione del rapporto tra religione e intelligenza. La maggior parte degli studi esaminati erano americani e l'87% dei partecipanti a tali studi proveniva dagli Stati Uniti, dal Canada e dal Regno Unito. I ricercatori hanno osservato: "Chiaramente, i risultati attuali sono limitati alle società occidentali". La meta-analisi ha discusso tre possibili spiegazioni: in primo luogo, le persone intelligenti hanno meno probabilità di conformarsi e, quindi, hanno maggiori probabilità di resistere al dogma religioso; tuttavia questa teoria è stata contraddetta in società per lo più atee come le popolazioni scandinave, dove tra QI e religiosità, la relazione esisteva ancora. In secondo luogo, secondo i ricercatori, le persone intelligenti tendono ad adottare uno stile di pensiero analitico (piuttosto che intuitivo), che ha dimostrato di minare le credenze religiose. Terzo, le persone intelligenti potrebbero avere meno bisogno di credenze e pratiche religiose, poiché invece alcune funzioni della religiosità potrebbero essere svolte dall'intelligenza. Tali funzioni includono il possedere un senso secondo cui il mondo è ordinato e prevedibile, un senso di controllo personale e di autoregolazione e un senso di aumento dell'autostima e dell'appartenenza.
Tuttavia, una nuova analisi del 2016 dello studio Zuckerman et al, ha rilevato che le associazioni negative tra intelligenza e religiosità erano più deboli e meno generalizzabili nel tempo, nello spazio, nei campioni, nelle misure e nei livelli di analisi, ma comunque robuste. Ad esempio, l'associazione negativa tra intelligenza e religiosità era insignificante con campioni che utilizzavano uomini, partecipanti al pre-college e tenendo conto della media dei voti. Quando sono state prese in considerazione altre variabili come l'istruzione e la qualità delle condizioni umane, si è ridotta la relazione positiva tra QI e incredulità in Dio. Secondo Dutton e Van der Linden, la nuova analisi aveva controlli troppo severi (indice di qualità della vita e prossimità dei paesi) e alcuni campioni utilizzavano definizioni problematiche di religiosità, che riducevano la varianza nelle correlazioni. Come tale, la riduzione della significatività nella correlazione negativa probabilmente riflette un'anomalia del campione. Essi hanno anche osservato che la correlazione "debole ma significativa" di -.20 su intelligenza e religiosità dallo studio Zuckerman è stata trovata anche quando si confronta l'intelligenza con altre variabili come l'istruzione e il reddito.
I ricercatori Helmuth Nyborg e Richard Lynn, professore emerito di psicologia all'Università dell'Ulster, hanno confrontato la credenza in Dio con il QI. Utilizzando i dati di uno studio statunitense condotto su 6.825 adolescenti, gli autori hanno scoperto che il QI medio degli atei era 6 punti più alto del QI medio dei non atei. Gli autori hanno anche studiato il legame tra credenza in un dio e QI nazionali medi in 137 paesi. Essi hanno riportato una correlazione di 0,60 tra i tassi di ateismo e il livello di intelligenza, che è stato considerato come "altamente statisticamente significativo". ("Credere in un dio" non è identico a "religiosità". Alcune nazioni hanno un'alta percentuale di persone che non credono in un dio, ma che possono comunque essere altamente religiose, seguendo sistemi di credenze non teistici come il buddismo o il taoismo. )

In tal senso, la presunta correlazione risultava molto meno evidente se il QI medio nazionale veniva valutato in rapporto alla percentuale di individui che non credono in alcun Dio. In particolare, nei quattro paesi aventi QI medio pari alla base 100 (Paesi Bassi, Regno Unito, Norvegia e Austria) la frequenza dell'ateismo oscillava dal 18 al 42% della popolazione, quindi con una variabilità superiore al 100%, significativamente al di sopra dell'incertezza di misura ritenuta tollerabile (5-10%) e proprio in corrispondenza del valore nel quale essa sarebbe attesa minima.
I risultati del lavoro di Lynn et al. sono stati discussi dal professor Gordon Lynch, del Birkbeck College di Londra, che ha espresso preoccupazione per il fatto che lo studio non ha tenuto conto di una complessa gamma di fattori sociali, economici e storici, ognuno dei quali ha dimostrato di interagire con la religione e il QI in diversi modi. I sondaggi di Gallup, ad esempio, hanno scoperto che i paesi più poveri del mondo sono costantemente i più religiosi, forse perché la religione svolge un ruolo più funzionale (aiutando le persone a far fronte alle difficoltà) nelle nazioni più povere. Anche su scala individuale, il QI più alto potrebbe non causare direttamente più incredulità negli dei. Il dott. David Hardman della London Metropolitan University afferma: "È molto difficile condurre veri esperimenti in grado di dimostrare una relazione causale tra QI e credo religioso". Aggiunge che altri studi tuttavia correlano il QI con la volontà o la capacità di mettere in discussione le credenze.
In un campione di 2307 adulti negli Stati Uniti, il QI è risultato correlato negativamente con i rapporti di sé sull'identificazione religiosa, la pratica privata della religione, la consapevolezza, il sostegno religioso e il fondamentalismo, ma non la spiritualità. Le relazioni sono rimaste relativamente invariate dopo aver controllato l'effetto di personalità, istruzione, età e genere ed erano in genere modeste. Lo studio era limitato solo alle confessioni cristiane.
Secondo il biopsicologo Nigel Barber, le differenze nel QI nazionale sono meglio spiegate dalle condizioni sociali, ambientali e di ricchezza che dai livelli di religiosità. Egli riconosce che le persone altamente intelligenti sono sia religiose che non religiose. Osserva che i paesi con più ricchezza e risorse migliori tendono ad avere livelli più elevati di non teisti e i paesi che hanno meno ricchezza e risorse tendono ad avere meno non teisti. Ad esempio, i paesi che hanno povertà, bassa urbanizzazione, bassi livelli di istruzione, minore esposizione ai media elettronici che aumentano l'intelligenza, una maggiore incidenza di malattie che compromettono la funzione cerebrale, bassi pesi alla nascita, malnutrizione infantile e scarso controllo degli inquinanti come il piombo hanno più fattori che riducono lo sviluppo del cervello e del QI rispetto ai paesi più ricchi o più sviluppati.
Una revisione critica della ricerca sull'intelligenza e la religiosità di Sickles et al. ha osservato che le conclusioni variano ampiamente in letteratura, perché la maggior parte degli studi utilizza misure incoerenti e scarse sia per la religiosità che per l'intelligenza. Inoltre, Sickles et al. hanno notato che le differenze di intelligenza osservate tra persone di diverse credenze religiose e non teisti sono molto probabilmente il risultato di differenze nei livelli di istruzione, che sono a loro volta il risultato di credenze religiose fondamentaliste, piuttosto che il risultato di una innata differenza di intelligenza tra essi.

## Studi che esaminano lo stile cognitivo teistico e ateistico
L'idea che il pensiero analitico renda gli individui meno propensi ad essere religiosi è un'idea supportata da alcuni studi su questo tema; i ricercatori di Harvard hanno trovato prove che suggeriscono che tutte le credenze religiose divengano più sicure quando i partecipanti stanno pensando in modo intuitivo (sia gli ateisti che i teisti diventano ciascuno di più convinto). Pertanto, il pensiero riflessivo tende generalmente a creare credenze più qualificate e dubbiose.
Lo studio ha scoperto che i partecipanti che tendevano a pensare in modo più riflessivo avevano meno probabilità di credere in un dio Il pensiero riflessivo era ulteriormente correlato con maggiori cambiamenti nelle credenze fin dall'infanzia: questi cambiamenti erano rivolti all'ateismo per i partecipanti più riflessivi e alla maggiore credenza in un dio per i pensatori più intuitivi. Lo studio ha controllato le differenze di personalità e le capacità cognitive, suggerendo che le differenze erano dovute a stili di pensiero, non semplicemente al QI o alla capacità cognitiva grezza. Un esperimento nello studio ha scoperto che i partecipanti sono passati a una maggiore fiducia in un dio dopo aver scritto saggi su come l'intuizione ha prodotto una risposta giusta e una riflessione ha prodotto una risposta sbagliata (e viceversa, verso l'ateismo, se innescati a pensare a un fallimento dell'intuizione o al successo di una riflessione). Gli autori affermano che ciò è la prova che un fattore rilevante nella credenza religiosa è lo stile di pensiero. Gli autori aggiungono che, anche se il pensiero intuitivo tende ad aumentare la credenza in un dio, "non ne consegue che fare affidamento sull'intuizione sia sempre irrazionale o ingiustificato".
Uno studio di Gervais e Norenzayan ha raggiunto conclusioni simili, secondo cui il pensiero intuitivo tendeva ad aumentare la religiosità intrinseca, la credenza religiosa intuitiva e la credenza in entità soprannaturali. Hanno anche aggiunto un elemento causale, scoprendo che innescare sottilmente il pensiero analitico può aumentare l'incredulità religiosa. Hanno concluso che "Combinati, questi studi indicano che l'elaborazione analitica è un fattore (presumibilmente tra molti) che promuove l'incredulità religiosa". Mentre questi studi collegano l'incredulità religiosa al pensiero analitico piuttosto che intuitivo, contemporaneamente sollecitano cautela nell'interpretazione di questi risultati, notando che essi non giudicano i meriti relativi del pensiero analitico e intuitivo nel promuovere un processo decisionale ottimale, né i meriti o la validità della religiosità nel suo complesso.
Uno studio del 2017 ha riesaminato la relazione tra pensiero intuitivo e analitico e la sua correlazione con la credenza soprannaturale fra tre misurazioni (partecipazione a pellegrinaggi, attribuzione soprannaturale, stimolazione cerebrale) e non ha trovato correlazioni significative.
Revisionando gli studi psicologici sugli atei, Miguel Farias ha osservato che gli studi che concludono che il pensiero analitico porta a una credenza religiosa più bassa "non implicano che gli atei siano più consapevoli o che riflettano di più sulle proprie convinzioni, o che l'ateismo sia il risultato di una confutazione consapevole di precedenti credenze religiose" poiché anch'essi hanno credenze variabili, come ad esempio nelle teorie cospirative. Egli osserva che gli studi sulla deconversione indicano che una percentuale maggiore di persone che abbandonano la religione lo fa per motivi motivazionali anziché razionali e che la maggior parte delle deconversioni si verifica nell'adolescenza e nella giovane età adulta, quando si è emotivamente più instabili. Inoltre, osserva che gli atei sono indistinguibili dai seguaci della New Age o dagli gnostici, poiché ci sono elementi comuni come individualismo, anticonformismo, liberalità e rivalutazione dell'edonismo e della sensazione.
Ricerche neurologiche sui meccanismi di credenza e non credenza, usando cristiani e atei come soggetti, di Harris et al. hanno dimostrato che le reti cerebrali coinvolte nella valutazione della veridicità delle dichiarazioni religiose e non religiose sono generalmente le stesse indipendentemente dalla religiosità. Tuttavia, l'attività all'interno di queste reti differiva rispetto alla religiosità delle affermazioni, con le dichiarazioni religiose che attivavano maggiormente l'insula e la corteccia cingolata anteriore e le dichiarazioni non religiose che attivavano l'ippocampo e le regioni frontali superiori in misura maggiore. Le aree associate alle dichiarazioni religiose sono generalmente associate all'elaborazione emotiva saliente, mentre le aree associate alle dichiarazioni non religiose sono generalmente associate alla memoria. L'associazione tra la salienza emotiva e le dichiarazioni religiose è congruente con la teoria cognitiva proposta da Boyer, secondo cui l'implausibilità delle proposizioni religiose è compensata dalla loro salienza. Le stesse reti neurali erano attive sia nei cristiani che negli atei anche quando si trattava di "dichiarazioni blasfeme" rispetto alle reciproche visioni del mondo. Inoltre, la ricerca sostiene l'idea che "intuizione" e "ragione" non sono due attività separate e distinte ma sono intrecciate, sia per i teisti che per gli atei.

## Studi che esaminano la religiosità e l'intelligenza emotiva
Un piccolo studio del 2004 di Ellen Paek ha esaminato in che misura la religiosità (in cui sono stati esaminati solo i cristiani), operazionalizzata come orientamento religioso e comportamento religioso, è collegata al concetto controverso di intelligenza emotiva (IE). Lo studio ha esaminato la misura in cui l'orientamento e il comportamento religioso erano correlati all'IE auto-valutata in 148 cristiani adulti che frequentavano la chiesa (Gli individui non religiosi non facevano parte dello studio). Lo studio ha scoperto che l'orientamento religioso auto-riferito degli individui era positivamente correlato con la percezione di sé di avere una maggiore IE. Mentre il numero di attività del gruppo religioso era positivamente associato all'IE percepita, il numero di anni di presenza in chiesa non era correlato. Sono state inoltre trovate significative correlazioni positive tra livello di impegno religioso e percezione dell'Io. Pertanto, i cristiani partecipanti allo studio erano più propensi a considerarsi emotivamente intelligenti se trascorrevano più tempo nelle attività di gruppo e avevano un maggiore impegno nelle loro credenze.
Tischler, Biberman e McKeage avvertono che c'è ancora ambiguità nei concetti di cui sopra. Nel loro articolo del 2002, intitolato "Collegare l'intelligenza emotiva, la spiritualità e le prestazioni sul luogo di lavoro: definizioni, modelli e idee per la ricerca", hanno riesaminato la letteratura sull'IE e vari aspetti della spiritualità. Hanno scoperto che sia l'Io che la spiritualità sembrano condurre ad atteggiamenti, comportamenti e abilità simili, e che spesso sembrano esserci confusione, intersezione e collegamento tra i due costrutti.

## Studi che esplorano la religiosità e il rendimento scolastico
La relazione tra il livello di religiosità e il livello di istruzione di un individuo è stata una preoccupazione filosofica, oltre che scientifica e politica dalla seconda metà del XX secolo.
I parametri in questo campo sono leggermente diversi rispetto a quelli proposti sopra: se il "livello di religiosità" rimane un concetto che è difficile da determinare scientificamente, al contrario, il "livello di educazione" è, in effetti, facile da stabilire, poiché i dati ufficiali su questo argomento sono accessibili al pubblico a chiunque nella maggior parte dei paesi.
Diversi studi disponibili mostrano conclusioni contrastanti. Un'analisi dei dati del World Values Survey ha mostrato che nella maggior parte dei paesi non esiste una relazione significativa tra istruzione e frequenza religiosa, con alcune differenze tra i paesi "occidentali" e gli ex paesi socialisti, che gli autori attribuiscono a fattori storici, politici ed economici, non di intelligenza. Altri studi hanno notato una relazione positiva.
Uno studio globale del Pew Research Center del 2016 sulla religione e l'istruzione in tutto il mondo ha classificato gli ebrei tra i più istruiti (13,4 anni di scolarizzazione) seguiti dai cristiani (9,3 anni di scolarizzazione). I non affiliati alla religione - una categoria che comprende atei, agnostici e coloro che descrivono la loro religione come "niente in particolare" - si sono classificati complessivamente come il terzo gruppo religioso più istruito (8,8 anni di scolarizzazione) seguito da buddisti (7,9 anni di scolarizzazione), musulmani (5,6 anni di scuola) e induisti (5,6 anni di scuola). Nella fascia d'età più giovane (25-34) intervistata, gli ebrei avevano in media 13,8 anni di scolarizzazione, il gruppo non affiliato aveva una media di 10,3 anni di scolarizzazione, i cristiani avevano una media di 9,9 anni di scolarizzazione, i buddisti avevano una media di 9,7 anni di scolarizzazione, gli induisti avevano una media di 7,1 anni di scolarizzazione e i musulmani avevano in media 6,7 anni di scolarizzazione. Il 61% degli ebrei, il 20% dei cristiani, il 16% dei non affiliati, il 12% dei buddisti, il 10% degli induisti e l'8% dei musulmani avevano diplomi di laurea e post laurea. Lo studio ha osservato che la probabilità di avere un diploma universitario negli Stati Uniti è maggiore per tutte le minoranze religiose intervistate (forse in parte a causa di politiche di immigrazione selettive che favoriscono candidati altamente qualificati), incluso il gruppo non affiliato che si colloca al quinto posto, essendo superiore alla media nazionale del 39%.